# ガリア郡 (オハイオ州)
ガリア郡（英: Gallia County）は、アメリカ合衆国オハイオ州の南部に位置する郡である。2010年国勢調査での人口は30,934人であり、2000年の31,069人から0.4%減少した。郡庁所在地はガリポリス村（人口3,641人）であり、同郡で人口最大の村でもある。
ガリア郡はウェストバージニア州に跨るポイントプレザント小都市圏に属している。郡名はフランスのラテン語名称であり、フランスからの移民が多く郡内に入ったことによっている。

## 歴史
ガリア郡は1803年3月25日に、アダムズ郡とワシントン郡の一部を合わせて設立された。郡名はフランスのラテン語名称に拠っている。

## 地理
アメリカ合衆国国勢調査局に拠れば、郡域全面積は471.20平方マイル (1,220.4 km2)であり、このうち陸地466.53平方マイル (1,208.3 km2)、水域は4.67平方マイル (12.1 km2)で水域率は0.99%である。

### 隣接する郡
- ビントン郡 - 北
- メグズ郡 - 北東
- メイソン郡 (ウェストバージニア州) - 東
- キャベル郡 (ウェストバージニア州) - 南
- ローレンス郡 - 南西
- ジャクソン郡 - 北西

### 国立保護地域
- ウェイン国立の森（部分）

## 人口動態
以下は2000年国勢調査による人口統計データである。
| 基礎データ - 人口: 31,069人 - 世帯数: 12,060 世帯 - 家族数: 8,586 家族 - 人口密度: 26人/km2（66人/mi2） - 住居数: 13,498軒 - 住居密度: 11軒/km2（29軒/mi2） 人種別人口構成 - 白人: 95.26% - アフリカン・アメリカン: 2.70% - ネイティブ・アメリカン: 0.43% - アジア人: 0.35% - その他の人種: 0.15% - 混血: 1.11% - ヒスパニック・ラテン系: 0.61% 年齢別人口構成 - 18歳未満: 25.0% - 18-24歳: 9.7% - 25-44歳: 27.5% - 45-64歳: 24.2% - 65歳以上: 13.6% - 年齢の中央値: 37歳 - 性比（女性100人あたり男性の人口） - 総人口: 95.4 - 18歳以上: 92.1 | 世帯と家族（対世帯数） - 18歳未満の子供がいる: 33.0% - 結婚・同居している夫婦: 56.5% - 未婚・離婚・死別女性が世帯主: 11.0% - 非家族世帯: 28.8% - 単身世帯: 25.2% - 65歳以上の老人1人暮らし: 10.4% - 平均構成人数 - 世帯: 2.50人 - 家族: 2.98人 収入と家計 - 収入の中央値 - 世帯: 30,191米ドル - 家族: 35,938米ドル - 性別 - 男性: 31,738米ドル - 女性: 22,829米ドル - 人口1人あたり収入: 15,183米ドル - 貧困線以下 - 対人口: 18.1% - 対家族数: 13.5% - 18歳未満: 25.2% - 65歳以上: 10.0% |

## 郡区

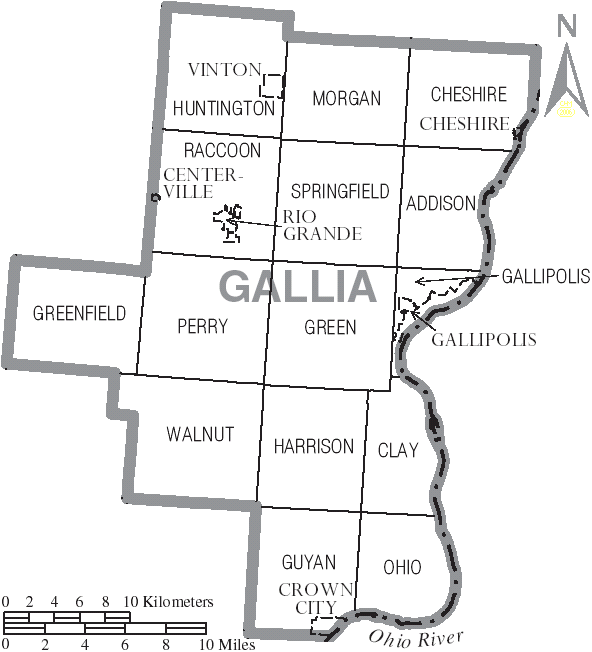
ガリア郡図

ガリア郡は下記15の郡区に分割されている。
| - アディソン - チェシャー - クレイ - グリーン - グリーンフィールド | - ガリポリス - ガイアン - ハリソン - ハンティントン - モーガン | - オハイオ - ペリー - ラクーン - スプリングフィールド - ウォルナット |

### 村
| - センタービル - チェシャー - クラウンシティ | - ガリポリス - 郡庁所在地 - リオグランデ - ビントン |

### 未編入の町
- ビドウェル
- カー
- パトリオット